# Shoshonite
Sotto il nome di serie della shoshonite o shoshonitica si raggruppano delle rocce ignee effusive di composizione variabile da basaltica a andesitica (e riolitica, secondo alcuni autori) che contengono concentrazioni molto elevate di potassio. L'aspetto di queste rocce è molto simile a quello dei normali basalti e andesiti, con cui sono spesso a contatto, ma le loro peculiarità mineralogiche e geochimiche le fanno assegnare ad un differente ambiente geodinamico di origine.

La struttura è massiva o vescicolare, isotropa o con orientamento preferenziale dei cristalli per flusso, la tessitura ipocristallina porfirica, più raramente afirica. Di norma contengono fenocristalli di pirosseni ± plagioclasio ± olivina in una massa di fondo parzialmente vetrosa con gli stessi minerali + feldspato alcalino (ortoclasio o sanidino). Il colore è scuro, grigio, talora grigio verdastro per l'alterazione dell'olivina in serpentino.

## Etimologia
I nomi della serie delle shoshoniti derivano da toponimi all'interno del Parco Nazionale di Yellowstone (Wyoming, USA) - Absaroka Range e Shoshone River - e dalla tribù indiana dei Bannock, stanziata nella stessa area.

## Descrizione della serie delle shoshoniti
La discriminazione dei litotipi nella serie shoshonitica viene fatta solo per via chimica, tramite il diagramma SiO2 verso K2O  (fig. 1). Passando dalla composizione basaltica (absarokite) a quella andesitico-basaltica (shoshonite) e andesitica (banakite) il contenuto minimo di K2O aumenta (da circa l'1,7 fino al 4% in peso) e diminusce sensibilmente di pari passo la quantità di augite e olivina. Per alcuni autori nella serie delle shoshoniti vanno comprese anche rocce sialiche come le daciti ricche in potassio e le rioliti alcaline.

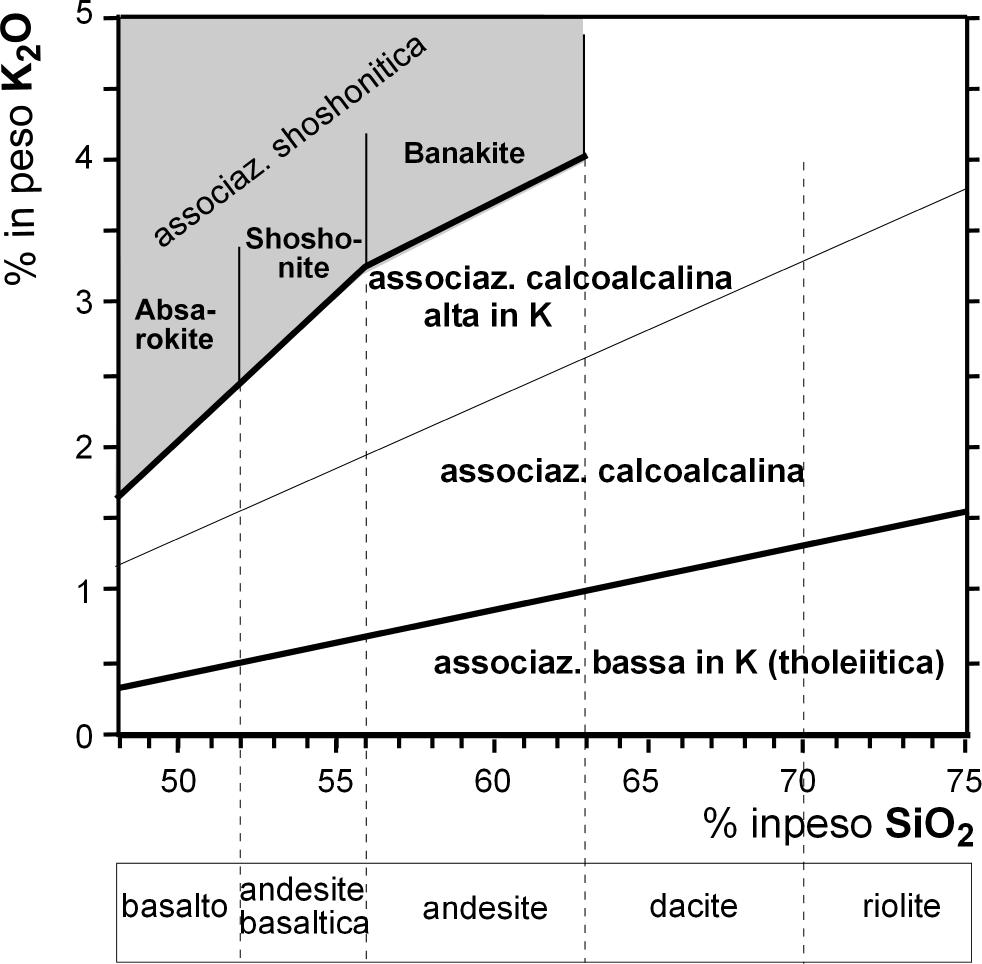
Fig. 1. Diagramma K_{2}O % in peso - SiO_{2} % in peso discriminante i diversi tipi di rocce shoshonitiche (ombreggiate). Da Best M.G. (2003) ridisegnato.

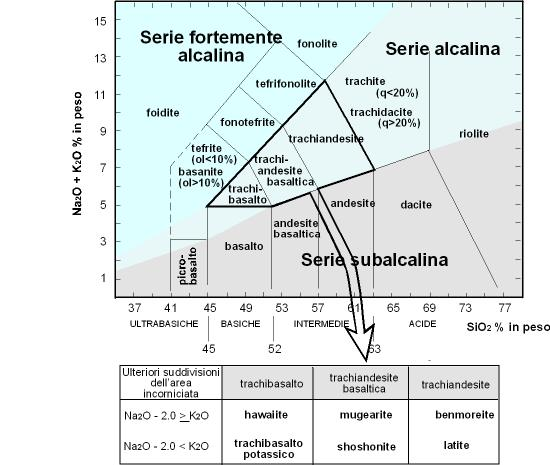
Fig. 2. Collocazione della shoshonite s.s. nel diagramma TAS

Le descrizioni qui date sono quelle proposte dallo IUGS (International Union of Geological Sciences)
- Absarokite:  considerata in origine una varietà di trachiandesite, è oggi definita in base al diagramma di fig. 1. Generalmente porfirica, contiene solitamente fenocristalli di olivina e augite in una massa di fondo di plagioclasio calcico, feldspato alcalino e talvolta leucite.
- Shoshonite: in origine descritta come un basalto a ortoclasio, venne in seguito identificata con basalti potassici e rocce vulcaniche intermedie. Oggi è classificata nel diagramma TAS (fig. 2) come una trachiandesite basaltica ricca in potassio. Contiene fenocristalli di olivina e augite in una massa di fondo di labradorite con orli di ortoclasio, olivina, augite ± leucite.
- Banakite: roccia di composizione trachiandesitica o andesitica, definita il base al diagramma di fig. 1, con fenocristalli di augite e talvolta olivina in una massa di fondo con sanidino che orla il plagioclasio andesinico-labradoritico, augite, biotite, analcime e minerali opachi. Simile all'absarokite, ma con meno olivina e augite.

## Caratterizzazione mineralogica
Elementi peculiari delle rocce della serie shoshonitica sono:
- la coesistenza di plagioclasio e sanidino nella massa di fondo
- gli orli di K-feldspato attorno ai fenocristalli di plagioclasio
- la composizione del plagioclasio (An50−85 Ab40−15 Or10−0)
- la mancanza di arricchimento in Fe nel clinopirosseno

## Caratterizzazione chimica
Le rocce della serie delle shoshoniti sono generalmente da leggermente sovrassature a sottosature in silice (come indica la presenza di olivina), e presentano i seguenti caratteri chimici:
- la presenza di iperstene e olivina normativi
- il basso arricchimento in ferro
- l'elevato contenuto di Na2O + K2O
- l'elevato contenuto di LILE (elementi litofili a grandi ioni).
- l'alto ma variabile contenuto di Al2O3
- l'alto rapporto Fe2O3/FeO
- le anomalie negative nella concentrazione di niobio (Nb), tantalio (Ta) e titanio (Ti)

## Origine e ambiente geodinamico delle shoshoniti
Rocce dell'associazione shoshonitica si trovano in zone di subduzione attive, sovrastate da crosta continentale spessa, ma anche in alcune zone di espansione (rifting) retroarco insulare. 
Le rocce shoshonitiche sui margini continentali sono più giovani, stratigraficamente più elevate e più distanti dalla fossa oceanica di quelle della serie calcalina e calcalina ricca in K (fig.1), ma c'è un passaggio graduale tra una serie e l'altra. Una simile zonazione si incontra anche in alcuni archi insulari, in altri invece non c'è una zonazione spaziale delle serie ma lave più ricche in potassio sono prodotte in successione sopra una zona di subduzione che aumenta progressivamente di pendenza. Questo aumento di pendenza porta a distensione e rottura della placca sovrascorrente o ad un'inversione della zona di subduzione, con risalita e tettonica a blocchi per faglie distensive all'interno e dietro l'arco insulare. Le rocce shoshonitiche sono comunemente associate a questa fase dello sviluppo di un arco insulare. In Italia centrale, invece, si trovano in un ambiente geodinamico post-collisionale, al termine della fase principale di sollevamento appenninico.

Qualunque sia l'ambiente geodinamico, le caratteristiche geochimiche, in particolare le anomale concentrazioni negative di Nb, Ta e Ti, sono unanimemente considerate indicative di un'origine delle shoshoniti per fusione parziale di un mantello fortemente metasomatizzato da fluidi ricchi in potassio (generati dalla disidratazione dei sedimenti portati in subduzione) associata a margini attivi o fossili con placche che sprofondano.
L'absarokite, secondo Liotard et al. (2008), per mineralogia, geochimica e rapporti isotopici, è da considerare un magma primario, derivato da un basso grado di fusione parziale (~5%) di una lherzolite metasomatizzata ricca in flogopite e granato. La banakite, invece, potrebbe derivare da un esteso frazionamento per cristallizzazione di un'absarokite di opportuna composizione. È probabile che le banakiti nella risalita abbiano anche assimilato piccole quantità di materiale crostale granitico.

## Distribuzione
In Italia (tra parentesi l'età milioni di anni, Ma); si tratta di shoshoniti eccetto dove diversamente indicato::
- Monti Cimini (1.3-0.9 Ma): lave
- Monte Amiata (0.3-0.2 Ma): lave
- Isola di Capraia (7.6-4.6 Ma): absarokiti nelle colate terminali.
- Radicofani (1.3 Ma): neck e colate laviche
- Fiordini (Monti Volsini, Montefiascone) absarokite (0,6-0,15 Ma)[8]
- Monti Ernici (0,7-0,1 Ma)
- Roccamonfina (0,58-0,1 Ma)
- Ischia (0,13 Ma- 1302 D.C.)
- Isole Ponziane (Ventotene e Isola di Santo Stefano, 0,8-0,13 Ma)
- Campi Flegrei (<0,012 Ma)
- Isole Eolie: Isola di Vulcano (0,12 Ma-attuale), Panarea (0,15-0,045 Ma), Stromboli (lava e scorie; <0,1 Ma)

Nel Mondo:
- Parco Nazionale di Yellowstone (Wyoming, USA)
- Tavua, Figi, dorsale di retroarco emersa di Lau, dietro l'arco delle isole Tonga[1].
- Piccoli affioramenti di shoshoniti si trovano nella parte superiore delle formazioni di Greenstone Belts nordamericane, con età di 2600 Ma o minore[1].
- Vulcano Damavand (Catena dell'Elburz, Iran settentrionale - 0,007-1,8 Ma): banakiti e absarokiti[6].